# Окопна свічка

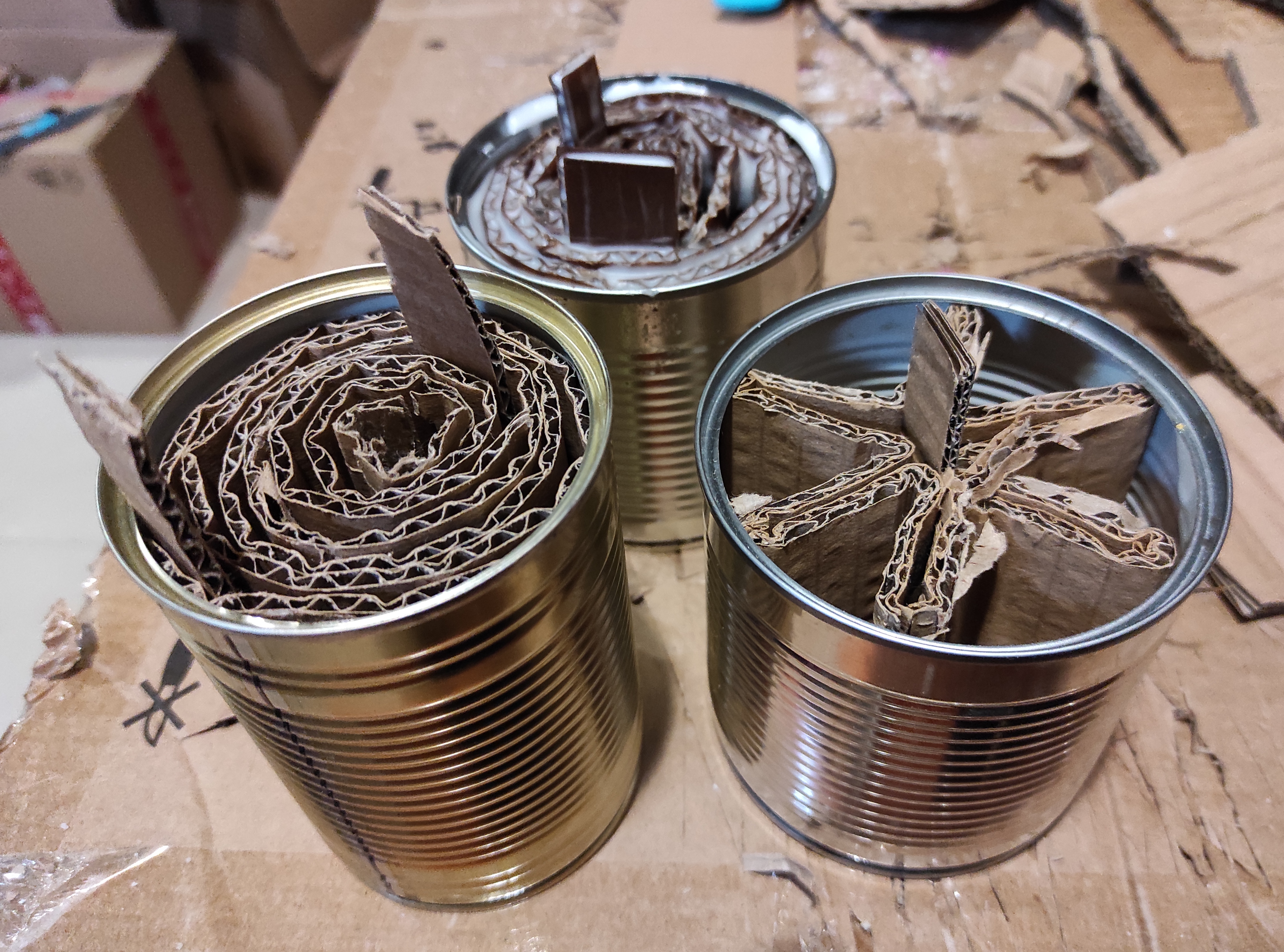
На передньому плані — бляшанки з картоном (показано різні види «накрутки»); на задньому — залита парафіном, готова окопна свічка

Окопна свічка — назва пристрою для отримання світла, обігріву, сушіння одягу чи приготування їжі у вигляді бляшанки, у яку поміщений картон, що залитий воском (чи парафіном). Найчастіше використовують пористий картонний матеріал із картонних ящиків.

## Опис

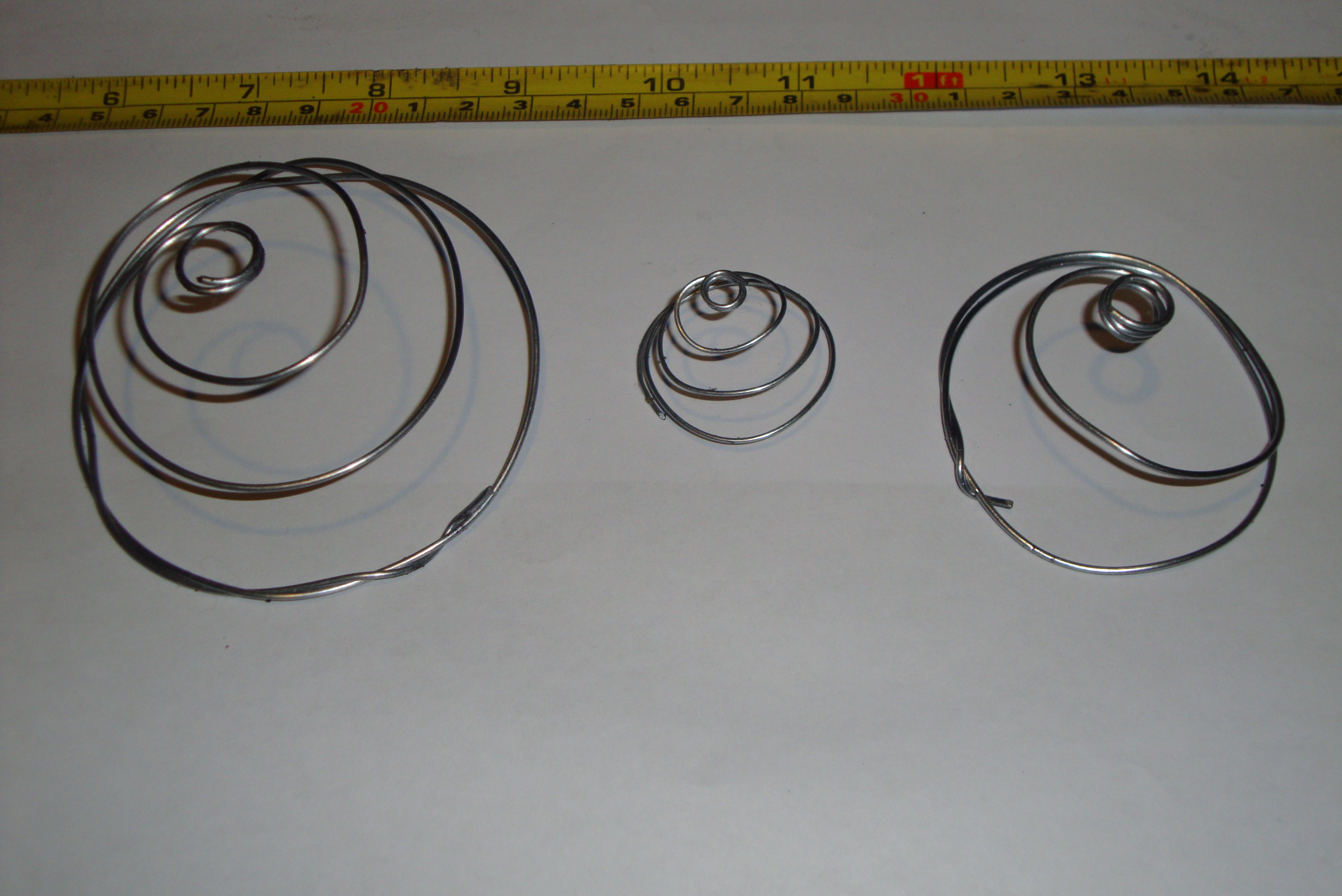
Спіралі для багаторазових окопних свічок

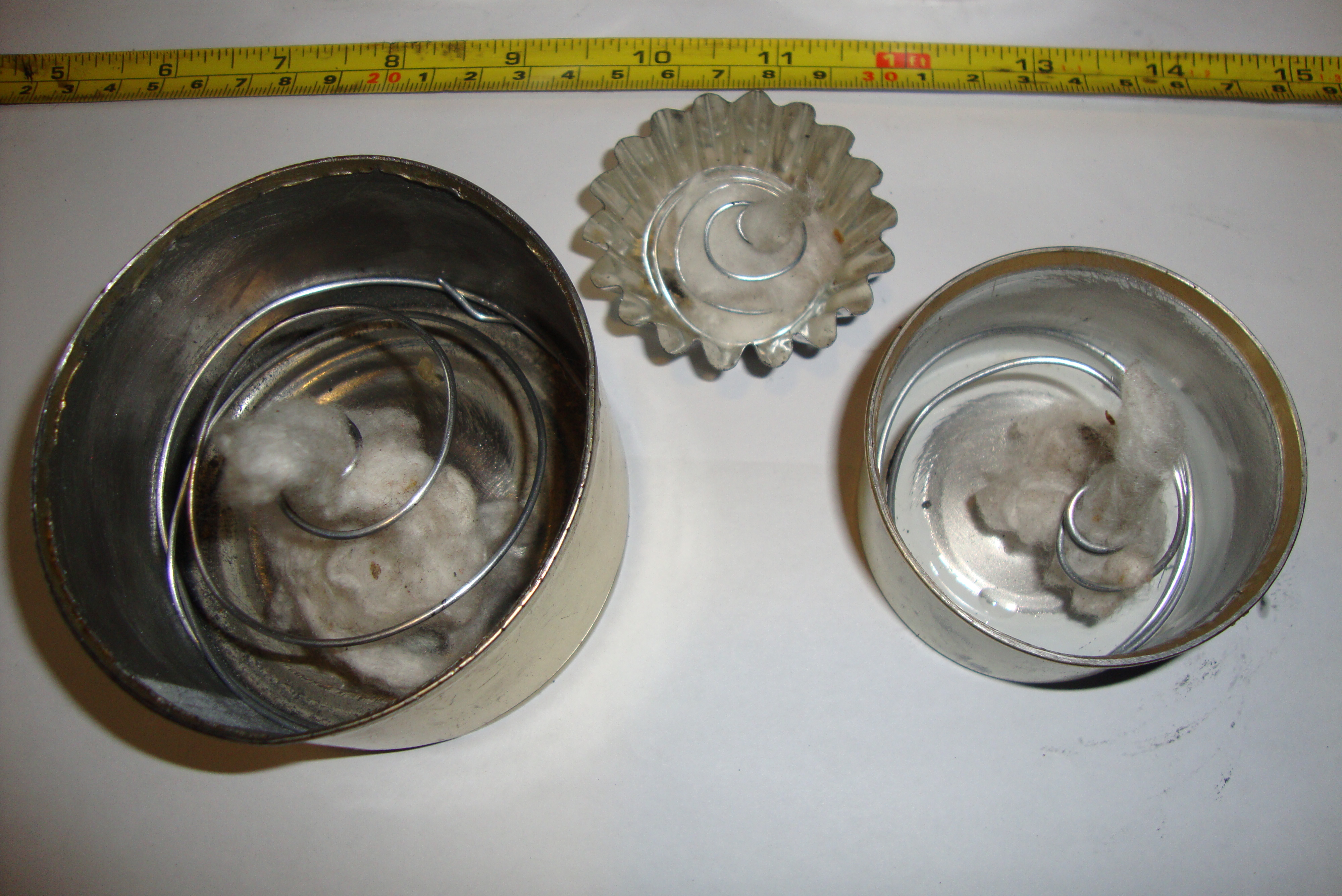
Багаторазові окопні свічки

Окопна свічка є універсальним і довготривалим джерелом тепла у складних умовах життя. Окопна свічка здатна обігріти та освітити невелике приміщення. Перевагою окопних свічок є простота конструкції та доступність матеріалів, що необхідні для їхнього виготовлення. Популярності в Україні окопні свічки набули з 2014 року з початком російсько-української війни.
Час горіння свічки різниться залежно від розміру бляшанки. Маленька бляшанка активно горить мінімум 1 годину, баночка з-під рибних консервів — близько 3 годин, а банка з-під горошку горить до 8 годин.
Фактично окопна свічка є одним із різновидів стандартної парафінової (воскової) свічки. Оскільки Окопна свічка допомагає освітлювати та обігрівати приміщення (наприклад, окоп), вона активно виготовляється волонтерами (частіше з жерстяних бляшанок) для потреб ЗСУ, але це одноразовий виріб. З бляшанок можна зробити багаторазову окопну свічку, якщо взяти за основу конструкцію олійної лампи, тобто каганця. Для горіння олійної лампи потрібна рідка олія та ґніт, закріплений над олією. Функцію елемента, що підтримує ґніт, може виконувати металева спіраль з отвором на кінці (для закріплення ґноту).[джерело?]
Використання принципу олійної лампи для виробництва багаторазових окопних свічок може збільшити ефективність використання окопних свічок до 100 разів через те, що час горіння одноразових окопних свічок не перевищує 9 годин, а багаторазові окопні свічки можна використовувати протягом багатьох місяців. Конструкція багаторазових окопних свічок проста — в середину бляшанки (чи будь-якої іншої металевої посудини) вставляється металева спіраль, діаметр якої дорівнює діаметру бляшанки, а висота спіралі — дорівнює рівню олії у бляшанці. У середину спіралі вставляється гніт (ватка, паперова серветка, джутова мотузка, бинт тощо).[джерело?]
Для того, аби парафін (віск) згорав повністю, висота бляшанки не повинна набагато відрізнятися від її діаметра. Тому надто високі банки при виробництві звичайних (одноразових) окопних свічок обрізають. Але якщо замість цього зробити в верхній частині отвори, то вийде мініпічка. На окопну мініпічку можна безпосередньо поставити посуд для приготування або розігрівання їжі.[джерело?]

## Історія

### Свічка Гіндебурга

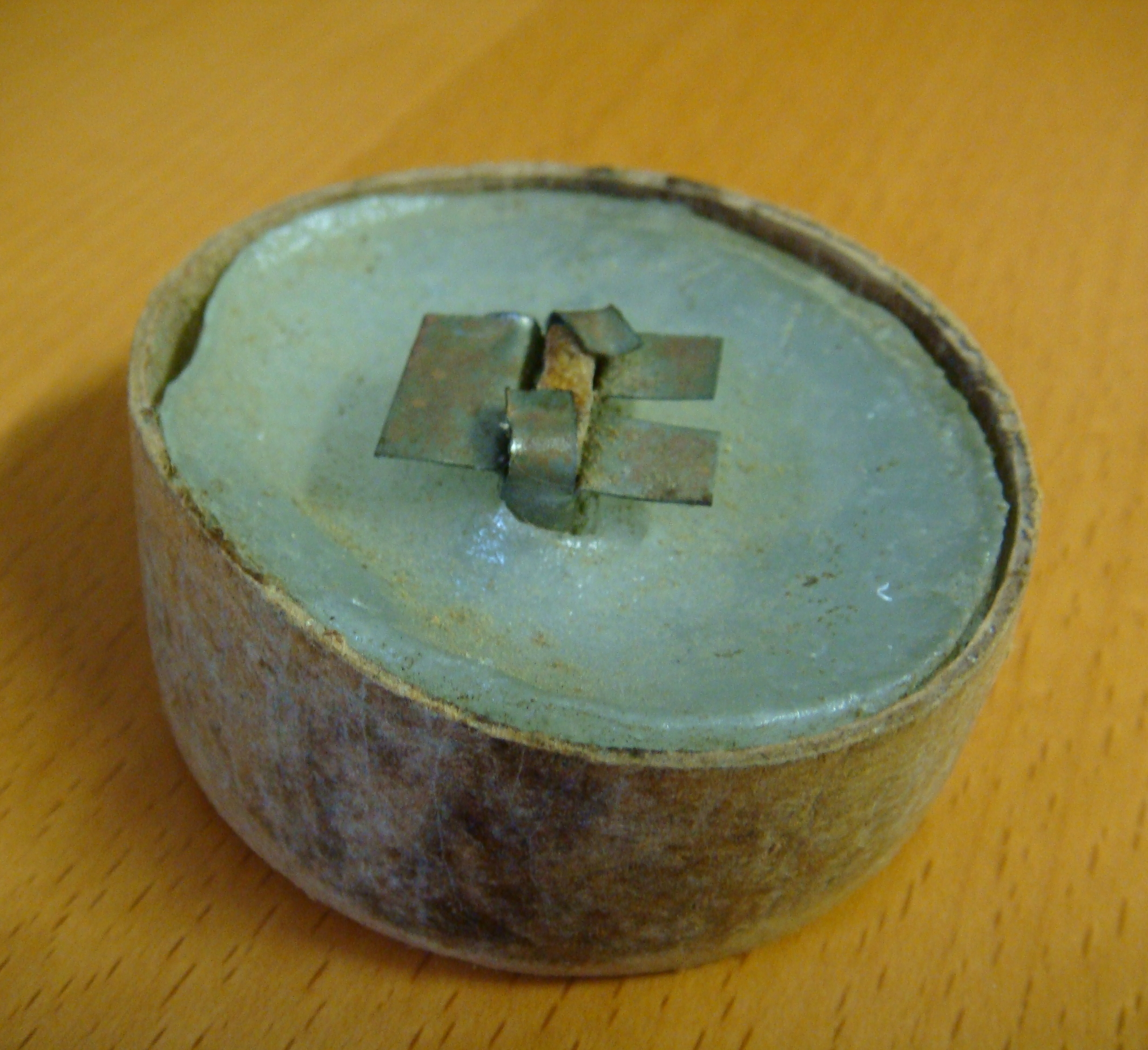
Свічка Гіндебурга, приблизно 1943—1945, Музей Geiserschmiede Bühlertal

Свічка Гінденбурга — джерело світла, яке використовували в окопах Першої світової війни, назване на честь головнокомандувача німецької армії Пауля фон Гінденбурга.
Це була плоска і кругла, зроблена з картону, чаша діаметром приблизно 5–8 см (2,0–3,1 дюйма) і завглибшки 1–1,5 см (0,39–0,59 дюйма), яка нагадувала кришку від банки Мейсона (Schraubglasdeckel). Ця пласка чаша була наповнена воскоподібним жиром (лоєм). Короткий ґніт у центрі запалювався і горів кілька годин. Пізнішою моделлю свічки Гінденбурга була «свічка з жерстяної банки». Наповнена воском банка могла мати два ґноти в тримачах. Якщо запалити обидва ґноти, утворювалось загальне широке полум'я.
Такі свічки також використовували під час Другої світової війни в бомбосховищах або під час відключень електроенергії їх використовували як аварійне освітлення.

#### Згадки в літературі
Свічка Гінденбурга, яку використовували на Східному фронті в бомбосховищах, згадується в романах «Сталінград» і «Берлін» Теодора Плів'є, «Die Entdeckung der Currywurst» Уве Тімма, «Колеса жаху» Свена Гасселя та «Мемуарах німецького солдата про Східний фронт» Готлоба Герберта Бідермана.